# Wittendörp
Wittendörp is een gemeente in de Duitse deelstaat Mecklenburg-Voor-Pommeren, en maakt deel uit van het Landkreis Ludwigslust-Parchim.

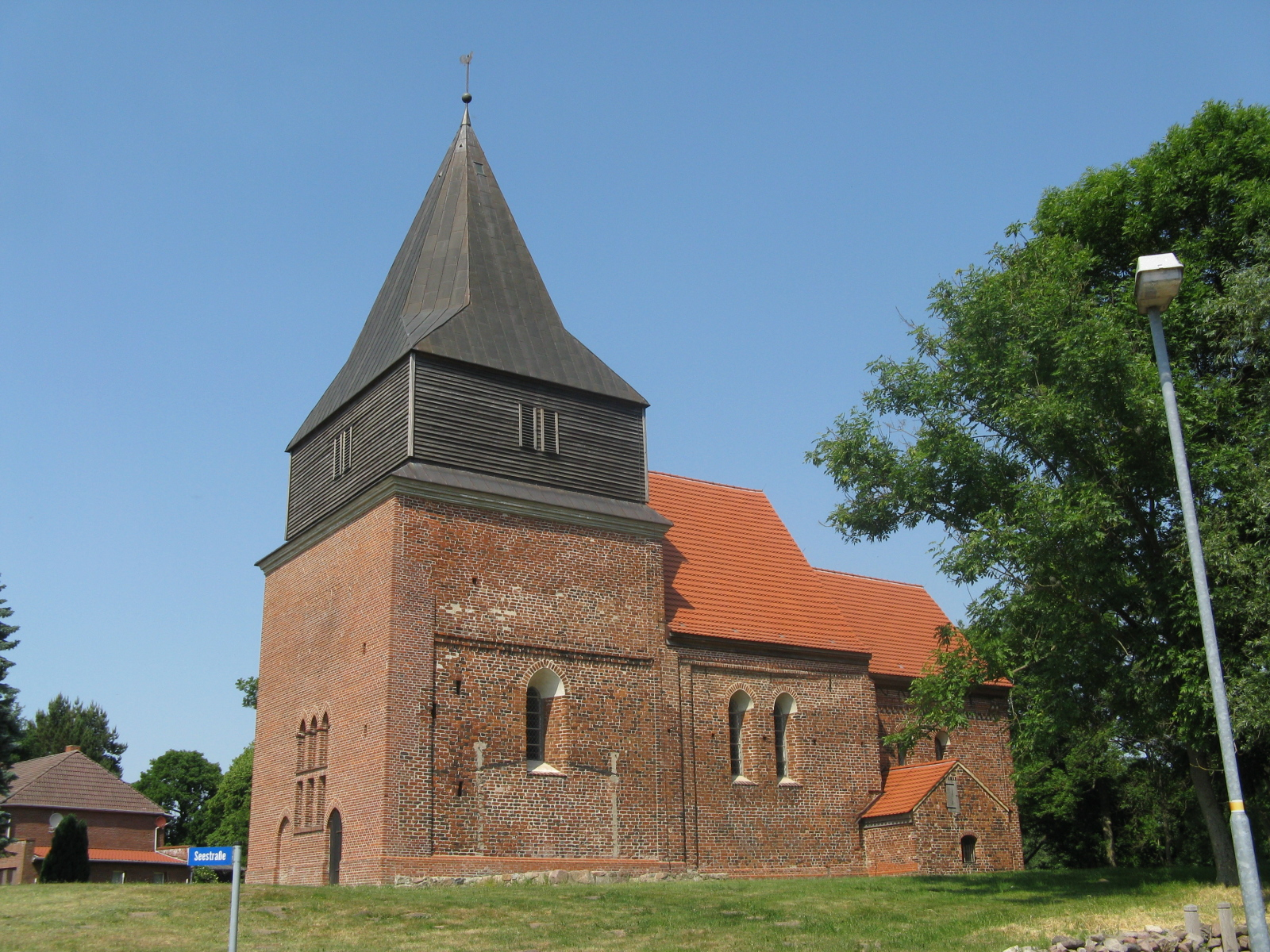
Kerk

Wittendörp telt 2.906 inwoners.